# Équipe des Tuvalu de futsal
Maillots
L’équipe des Tuvalu de futsal est une sélection contrôlée par la fédération des Tuvalu de football (Tuvalu Soccer Association) qui n'est pas membre de la FIFA, et ne participe donc pas aux grands tournois internationaux. 
Elle est cependant membre associé de l'OFC. Elle participe à la Coupe d'Océanie de Futsal, qui constitue les éliminatoires de la Coupe du monde de futsal.

## Histoire
L'équipe a disputé trois Coupe d'Océanie de Futsal en 2008, 2010 et 2011. 
L'équipe des Tuvalu n'a jamais remporté un seul match.

## Parcours en Coupe d'Océanie de Futsal
- 1992 à 2004 : Ne participe pas
- 2008 : 1 tour groupe (7e)
- 2009 : Ne participe pas
- 2010 : 1 tour groupe (7e)
- 2011 : 1 tour groupe (8e)
- 2013 : Ne participe pas
- 2016 : Ne participe pas

## Maillots
| 2008 | 2010 | 2011 |

## Entraîneurs
| Année(s)         | Tuvalu career | Match | Victoire | Nul | Défaite | victoire en % |
| ---------------- | ------------- | ----- | -------- | --- | ------- | ------------- |
| Sami Neemia (en) | 2008          | 6     | 0        | 0   | 6       | 0             |
| Toakai Puapua    | 2010          | 6     | 0        | 0   | 6       | 0             |
| Taki Vave (en)   | 2011          | 4     | 0        | 0   | 4       | 0             |

## Meilleurs buteurs des Tuvalu en Coupe d'Océanie de Futsal

### 2008
- Paitala Kelemene : 2 buts en 10 sélections
- Peniuna Kaitu : 1 but en 6 sélections
- Imo Fiamalua : 1 but en 6 sélections
- Makoga Teiaputi : 1 but en 6 sélections
- Starchel Soloseni : 1 but en 6 sélections
- Semalie Fotu : 1 but en 6 sélections

### 2010
- Jerome Funafuti : 2 buts en 6 sélections
- Easter Tekafa : 2 buts en 6 sélections
- Laupula Huehe : 1 but en 6 sélections
- Ola Eliu : 1 but en 6 sélections
- Siopepa Tailolo : 1 but en 10 sélections

### 2011
- Taufaiva Andrew : 1 but en 4 sélections
- Matti Uaelesi : 1 but en 4 sélections
- Meauma Petaia : 1 but en 4 sélections

## Matchs par adversaire
| Date         | Lieu       | Équipe | Résultat | Adversaire         |
| ------------ | ---------- | ------ | -------- | ------------------ |
| 8 juin 2008  | Suva Fidji | Tuvalu | 0 - 6    | Vanuatu            |
| 9 juin 2008  | Suva Fidji | Tuvalu | 1 - 3    | Tahiti             |
| 11 juin 2008 | Suva Fidji | Tuvalu | 1 - 13   | Nouvelle-Zélande   |
| 12 juin 2008 | Suva Fidji | Tuvalu | 2 - 10   | Nouvelle-Calédonie |
| 13 juin 2008 | Suva Fidji | Tuvalu | 3 - 13   | Fidji              |
| 14 juin 2008 | Suva Fidji | Tuvalu | 0 - 12   | Îles Salomon       |
| 8 août 2010  | Suva Fidji | Tuvalu | 1 - 7    | Vanuatu            |
| 9 août 2010  | Suva Fidji | Tuvalu | 0 - 4    | Tahiti             |
| 10 août 2010 | Suva Fidji | Tuvalu | 1 - 5    | Fidji              |
| 12 août 2010 | Suva Fidji | Tuvalu | 2 - 9    | Nouvelle-Calédonie |
| 13 août 2010 | Suva Fidji | Tuvalu | 1 -7     | Nouvelle-Zélande   |
| 14 août 2010 | Suva Fidji | Tuvalu | 2 - 21   | Îles Salomon       |
| 16 mai 2011  | Suva Fidji | Tuvalu | 0 - 6    | Tahiti             |
| 17 mai 2011  | Suva Fidji | Tuvalu | 1 - 11   | Nouvelle-Calédonie |
| 18 mai 2011  | Suva Fidji | Tuvalu | 0 - 16   | Îles Salomon       |
| 19 mai 2011  | Suva Fidji | Tuvalu | 2 - 3    | Kiribati           |

## Bilan
| Rang | Équipe | Pts | J  | G | N | P  | Bp | Bc  | Diff |
| ---- | ------ | --- | -- | - | - | -- | -- | --- | ---- |
| #    | Tuvalu | 0   | 16 | 0 | 0 | 16 | 17 | 146 | -129 |